# Sam Olij
Sam Olij est un boxeur et collaborateur nazi néerlandais né le 5 octobre 1900 à Landsmeer et mort le 4 août 1975 à Amsterdam. 

## Biographie
Il participe aux Jeux olympiques d'été de 1928 à Amsterdam, où il est porte-drapeau de sa délégation. Pendant la seconde guerre mondiale, il collabore avec les nazis, dénonçant et, avec son fils, arrêtant de nombreux juifs dont son partenaire boxeur Ben Bril. À la Libération, il est condamné à mort, peine commuée en emprisonnement, et passe sept ans en prison.